# Atletica leggera ai Giochi della IV Olimpiade - 1500 metri piani

## L'eccellenza mondiale
| Record olimpico: S. Louis 1904 | 4'05”4 | Jim Lightbody | Presente |
| Primat. mondiale stagionale    | 3'59”8 | Harold Wilson | Presente |

In maggio l'inglese Wilson è stato il primo uomo nella storia a correre i 1500 sotto i 4 minuti.

## La gara
I 1500 metri sono la prima gara in assoluto dei Giochi. Il regolamento, che prevede che passi il turno solo il vincitore di ogni serie, mostra subito tutti i suoi limiti.

Gli americani in gara sono 6, ma invece di essere inseriti in 6 batterie diverse, 4 di essi vengono raggruppati in due serie. Stranamente, non vengono abbinati i migliori con i peggiori, ma i migliori tra di loro. Il regolamento costringe i quattro atleti USA a due scontri fratricidi. Il campione in carica Jim Lightbody corre contro James Sullivan (prima batteria) mentre nella seconda serie vengono iscritti Mel Sheppard e John Halstead. La delegazione USA si ritiene danneggiata e protesta per il metodo con cui sono state compilate le serie.

Nella prima batteria Sullivan vince eliminando Lightbody; Sheppard vince la seconda serie con il nuovo record olimpico di 4'05"0, mandando a casa Halstead.
In un'altra batteria si scontrano Emilio Lunghi ed il britannico Norman Hallows. Corrono entrambi sotto i 4'04". L'inglese prevale con 4'03"4: record olimpico stracciato. Lunghi deve rimanere fuori pur avendo corso in 4'03"8, sotto il primato italiano. Anche il primatista mondiale Wilson vince la sua batteria.

In finale cinque degli otto concorrenti sono britannici; i favoriti sono Wilson e Hallows.
Viene incaricato di fare la lepre Crawford. Dietro di lui si posizionano Wilson, Hallows e Sheppard. Dopo i 500 metri si scatena la lotta a tre. Sheppard supera gli inglesi sul rettilineo finale e vince eguagliando il record olimpico.

## Risultati

### Turni eliminatori
| 8 Batterie | 13 luglio | 44 iscritti   | Si qualificano solo i vincitori. |
| Finale     | 14 luglio | 8 concorrenti |                                  |

### Batterie
1ª Batteria
| Pos. | Atleta                   | Nazione     | Tempo ufficiale | Tempo ufficioso |
| ---- | ------------------------ | ----------- | --------------- | --------------- |
| 1    | James Sullivan           | Stati Uniti | 4'07"6          |                 |
| 2    | Jim Lightbody            | Stati Uniti |                 | 4'08"6          |
| 3    | Fred Meadows             | Canada      |                 | 4'08"6          |
| 4    | Francis Knott            | Regno Unito |                 | 4'12"2          |
| 5    | Joe Smith                | Regno Unito | n/d             | n/d             |
| 6    | Louis Bonniot de Fleurac | Francia     | n/d             | n/d             |
| 7    | Nils Dahl                | Norvegia    | n/d             | n/d             |
| 8    | Ödön Bodor               | Ungheria    | n/d             | n/d             |
| 9    | Jacques Keyser           | Paesi Bassi | n/d             | n/d             |

2ª Batteria
| Pos. | Atleta             | Nazione     | Tempo ufficiale | Tempo ufficioso |
| ---- | ------------------ | ----------- | --------------- | --------------- |
| 1    | Mel Sheppard       | Stati Uniti | 4'05"0          |                 |
| 2    | John Halstead      | Stati Uniti |                 | 4'05"6          |
| 3    | George Butterfield | Regno Unito |                 | 4'11"8          |
| 4    | John Lee           | Regno Unito |                 | 4'12"4          |
| 5    | Joseph Lynch       | Australasia | n/d             | n/d             |
| 6    | Kjeld Nielsen      | Danimarca   | n/d             | n/d             |
| 7    | Arno Hesse         | Germania    | n/d             | n/d             |

3ª Batteria
| Pos. | Atleta             | Nazione     | Tempo ufficiale | Tempo ufficioso |
| ---- | ------------------ | ----------- | --------------- | --------------- |
| 1    | Norman Hallows     | Regno Unito | 4'03"4          |                 |
| 2    | Emilio Lunghi      | Italia      |                 | 4'03"8          |
| -    | Massimo Cartasegna | Italia      | Rit.            | Rit.            |
| -    | Frank Riley        | Stati Uniti | Rit.            | Rit.            |
| -    | Evert Björn        | Svezia      | Rit.            | Rit.            |
| -    | Charles Swain      | Australasia | Rit.            | Rit.            |

4ª Batteria
| Pos. | Atleta              | Nazione     | Tempo ufficiale | Tempo ufficioso |
| ---- | ------------------- | ----------- | --------------- | --------------- |
| 1    | Vincent Loney       | Regno Unito | 4'08"4          |                 |
| 2    | Harry Coe           | Stati Uniti |                 | 4'09"2          |
| 3    | John McGough        | Regno Unito |                 | 4'16"4          |
| 4    | Stylianos Dimitriou | Grecia      | n/d             | n/d             |
| 5    | Joseph Dréher       | Francia     | n/d             | n/d             |

5ª Batteria
| Pos. | Atleta            | Nazione   | Tempo ufficiale | Tempo ufficioso |
| ---- | ----------------- | --------- | --------------- | --------------- |
| 1    | Jack Tait         | Canada    | 4'12"2          |                 |
| 2    | József Nagy       | Ungheria  |                 | 4'19"6          |
| 3    | Fredrik Svanström | Finlandia |                 | 4'25"2          |
| -    | Gaston Ragueneau  | Francia   | Rit.            | Rit.            |

6ª Batteria
| Pos. | Atleta          | Nazione     | Tempo ufficiale | Tempo ufficioso |
| ---- | --------------- | ----------- | --------------- | --------------- |
| 1    | Joe Deakin      | Regno Unito | 4'13"6          |                 |
| 2    | Andreas Breynck | Germania    |                 | 4'30"0          |
| 3    | Arie Vosbergen  | Paesi Bassi |                 | 4'38"6          |

7ª Batteria
| Pos. | Atleta            | Nazione     | Tempo ufficiale | Tempo ufficioso |
| ---- | ----------------- | ----------- | --------------- | --------------- |
| 1    | Harold Wilson     | Regno Unito | 4'11"4          |                 |
| 2    | Jean Bouin        | Francia     |                 | 4'17"0          |
| 3    | William Galbraith | Canada      |                 | 4'20"2          |

8ª Batteria
| Pos. | Atleta                 | Nazione     | Tempo ufficiale | Tempo ufficioso |
| ---- | ---------------------- | ----------- | --------------- | --------------- |
| 1    | Ivo Fairbairn-Crawford | Regno Unito | 4'09"4          |                 |
| 2    | Edward Dahl            | Svezia      |                 | 4'10"4          |
| 3    | Hanns Braun            | Germania    |                 | 4'18"2          |
| 4    | Oscar Larsen           | Norvegia    | n/d             | n/d             |
| 5    | François Delloye       | Belgio      | n/d             | n/d             |
| 6    | Axel Andersson         | Svezia      | n/d             | n/d             |
| 7    | John Fitzgerald        | Canada      | n/d             | n/d             |

### Finale
| Pos.    | Paese       | Atleta                 | Età | Tempo ufficiale | Tempo ufficioso |
| ------- | ----------- | ---------------------- | --- | --------------- | --------------- |
| Oro     | Stati Uniti | Mel Sheppard           | 25  | 4'03"4 =        |                 |
| Argento | Regno Unito | Harold Wilson          | 23  |                 | 4'03"6          |
| Bronzo  | Regno Unito | Norman Hallows         | 22  |                 | 4'04"0          |
| 4       | Canada      | Jack Tait              | 20  |                 | 4'06"8          |
| 5       | Regno Unito | Ivo Fairbairn-Crawford | 24  |                 | 4'07"6          |
| 6       | Regno Unito | Joe Deakin             | 32  |                 | 4'07"9          |
| -       | Stati Uniti | James Sullivan         | 23  | Ritirato        | Ritirato        |
| -       | Regno Unito | Ernest Vincent Loney   | 26  | Rit.            | Rit.            |

Dopo la gara verrà consegnato un premio ad Emilio Lunghi come riconoscimento per l'alto tasso tecnico della sua prestazione nelle qualificazioni.